# Nonette de Martinů
Pour les articles homonymes, voir Nonette.
Le Nonette H. 374 est un nonette pour flûte, hautbois, clarinette, basson, cor, violon, alto, violoncelle et contrebasse du compositeur tchèque Bohuslav Martinů. Composé en 1959 à l'occasion des trente-cinq ans du Nonette Tchèque, il exprime la profonde nostalgie d'un exilé pour sa patrie d'origine.

## Analyse de l'œuvre
Le Nonette, d'une durée moyenne d'exécution de quinze minutes environ, est composé de trois mouvements :
1. Poco Allegro, qui évoque une fanfare villageoise sur un rythme de marche ;
2. Andante, « bouleversant[1] » : au crépuscule de sa vie, l'homme (ou l'artiste) malade et fatigué rêve de revoir sa terre natale ;
3. Allegretto, finale en forme de rondo consistant en une danse joyeuse emmenée par un solo de violon enjoué. En guise de coda figure un hymne aux « prairies et forêts de Polička[1] », la ville natale du compositeur.